# Ticknall Tramway
| Fahrt zur Aufrechterhaltung des Right-of-way |           |                             |                             |
| Streckenverlauf (Ausschnitt), 1901 |           |                             |                             |
| Streckenlänge: | 20,651 km |                             |                             |
| Spurweite: | 1270 mm   |                             |                             |
| |           |                             |                             |
| \| \| 7,054 \| Burdett’s Works \| Burdett’s Works \| \| \| \| The Arch \| \| \| \| 6,818 \| Marget’s Close[1] \| Marget’s Close[1] \| \| \| 6,459 \| Ticknall \| Ticknall \| \| \| \| Calke Abbey \| 126 m lang[2] \| \| \| \| Basfords Hill \| 47 m lang[2] \| \| \| 6,492 \| Cloud Hill \| Cloud Hill \| \| \| \| \| \| \| \| 0 \| Old Parks \| Old Parks \| \| \| \| Old-Parks-Tunnel 409 m lang[3] \| \| \| \| \| Zweigleisige Strecke \| \| \| \| 6,283 \| Willesley am Ashby-Kanal \| Willesley am Ashby-Kanal \| |           |                             |                             |
| Strecke von links (außer Betrieb) · Betriebs-/Güterbahnhof Streckenende und quer (Strecke außer Betrieb) | 7,054     | Burdett’s Works             | Burdett’s Works             |
| Brücke (Strecke außer Betrieb) |           | The Arch                    | The Arch                    |
| Abzweig geradeaus und von links (Strecke außer Betrieb) · Betriebs-/Güterbahnhof Streckenende und quer (Strecke außer Betrieb) | 6,818     | Marget’s Close              | Marget’s Close              |
| Dienststation / Betriebs- oder Güterbahnhof (Strecke außer Betrieb) | 6,459     | Ticknall                    | Ticknall                    |
| Tunnel (Strecke außer Betrieb) |           | Calke Abbey                 | 126 m lang                  |
| Tunnel (Strecke außer Betrieb) |           | Basfords Hill               | 47 m lang                   |
| Strecke (außer Betrieb) · Betriebs-/Güterbahnhof Streckenanfang (Strecke außer Betrieb) | 6,492     | Cloud Hill                  | Cloud Hill                  |
| Abzweig geradeaus und von links (Strecke außer Betrieb) · Strecke nach rechts (außer Betrieb) |           |                             |                             |
| Dienststation / Betriebs- oder Güterbahnhof (Strecke außer Betrieb) | 0         | Old Parks                   | Old Parks                   |
| Tunnel (Strecke außer Betrieb) |           | Old-Parks-Tunnel 409 m lang | Old-Parks-Tunnel 409 m lang |
| Strecke (außer Betrieb) |           | Zweigleisige Strecke        | Zweigleisige Strecke        |
| Betriebs-/Güterbahnhof Streckenende (Strecke außer Betrieb) | 6,283     | Willesley am Ashby-Kanal    | Willesley am Ashby-Kanal    |

Die Ticknall Tramway war eine 20,6 km lange, von 1802  bis 1913 betriebene Pferdebahn mit einer Spurweite von 4 Fuß 2 Zoll (1270 mm) in Ticknall, Derbyshire, England.

## Lage
Die Pferdebahn verband die Ziegelei, die Kalksteinbrüche und die Kalklagerplätze von Ticknall mit dem Ashby-Kanal. Es gab auch Zweigstrecken zu den Steinbrüchen auf dem Cloud Hill sowie zu den Zechen Smoile und Lount.

## Geschichte
Der Bau der Pferdebahn wurde mit einem Act of Parliament vom 25. Mai 1794 genehmigt. Die Ashby Canal Company entschloss sich am 21. August 1798, Benjamin Outram von der Butterley Company in Derbyshire bezüglich der Sinnhaftigkeit von Eisenbahnen zu kontaktieren. Das Unternehmen stimmte seinen Vorschlägen im Dezember 1798 zu und erließ Anweisungen für den Streckenverlauf. Im Dezember 1799 entschied das Unternehmen, dass es sich eine zweigleisige Strecke auf der gesamten Länge nicht leisten konnte, und daher die Strecke vom Old-Parks-Tunnel bis Ticknall eingleisig bauen ließ, während die von Willesley bis Old Parks zweigleisig war. Aufgrund der knappen Liquidität drohte Outram im Februar 1801 mit der Einstellung der Arbeiten, wenn er nicht bezahlt würde. Das Unternehmen beklagte seinerseits den Standard von Outrams Arbeitsweise und beauftragte Joseph Wilkes aus Measham und weitere Inspektoren, die Strecke in den Jahren 1802 und 1803 zu begutachten. Ihre Berichte zeigen die Länge der Streckenabschnitte, die zwischen Juli und Oktober 1802 eröffnet wurden, wie folgt:
| Streckenabschnitt                                    | Britische Maßeinheiten           | Kilometer |
| ---------------------------------------------------- | -------------------------------- | --------- |
| Von Willesley nach Old Parks                         | 3 Meilen + 72 Chains + 7 Yards   | 6,283 km  |
| Von Old Parks nach Cloud Hill                        | 4 Meilen + 2 Chains + 16 Yards   | 6,492 km  |
| Von Old Parks nach Ticknall                          | 4 Meilen + 1 Chains + 2 Yards    | 6,459 km  |
| Zweigstrecke von Ticknall zu Burdett’s Works         | 29 Chains + 13 Yards             | 0,595 km  |
| Zweigstrecke nach Marget’s Close                     | 17 Chains + 19 Yards             | 0,359 km  |
| Gesamtlänge (ohne Ausweichstellen und Abstellgleise) | 12 Meilen + 43 Chains + 13 Yards | 20,189 km |
| Ausweichstellen und Abstellgleise                    | 22 Chains + 21 Yards             | 0,462 km  |
| Gesamtlänge                                          | 12 Meilen + 66 Chains + 12 Yards | 20,651 km |

Die Pferdebahn wurde informell zwischen Juli und Oktober 1802 in Betrieb genommen. Sie wurde 1913 zum letzten Mal benutzt und 1915 offiziell außer Betrieb genommen. Die Pferdebahn gilt als „ihrer Zeit weit voraus“ und als „ein Meilenstein in der Verkehrstechnik“ sowie als Vorbild für Eisenbahnen, die 30 Jahre später gebaut wurden.

## Gleise
Die L-förmigen Gusseisen-Schienen mit einer Länge von 0,91 m (3 Fuß) und einem Durchschnittsgewicht von 17,3 kg waren auf Steinschwellenblöcken von mindestens 68,2 kg (150 lbs) montiert. Darauf wurden Wagen mit spurkranzlosen Rädern von Pferden gezogen. Die Schienen wurden von Benjamin Outram in den  Butterley Ironworks gegossen, die damit wohl für 15 Monate voll ausgelastet waren.
Die Lauffläche der Schienen war 4 Zoll (100 mm) breit, und der aufrechte Steg war an den Enden 2 Zoll (50 mm) hoch und in der Mitte 3–3½ Zoll (75–90 mm) hoch. Sie wurden “Outram Way” genannt. Die Spurweite betrug 1207 mm (4 ft 2ins), das sind 203 mm (8 Zoll) mehr als bei Outrams früheren Pferdebahnen, da er der Meinung war, dass die zusätzliche Breite eine größere Kapazität für den allgemeinen Güterverkehr bedeuten würde. Die Pferdebahn war südlich von Old Parks zweigleisig.

## Bauwerke
Noch immer sind Einschnitte und Böschungen im Park und angrenzenden Ackerland zu sehen sowie eine Brücke (The Arch), die heute noch von landwirtschaftlichen Fahrzeugen genutzt wird. Die inzwischen denkmalgeschützte Brücke, die ein an Kanalbrücken erinnerndes Gewölbe hat, ist eine der ältesten Eisenbahnbrücken der Welt und deshalb als Grade-II-Denkmal gelistet.
Zwei in offener Bauweise errichtete Tunnel sind noch im Calke Park erhalten, einer davon ist 122 m lang. In ihm unterquerte die Pferdebahn die Zufahrtsallee zur Calke Abbey, dem Landgut der Familie Harpur. Steinschwellenblöcke sind noch an verschiedenen Stellen entlang der Trasse zu sehen.

## Betrieb
Benjamin Outram ging bei der Planung davon aus, dass in der Ebene zwei Pferde benötigt würden, um einen Zug zu befördern, mit einem zusätzlichen Pferd auf dem Anstieg von Ticknall bis zum Gipfel am Pistern Hill, das viermal am Tag von einem Knaben zurückgeführt werden sollte, um die Bergfahrt anderer Züge zu unterstützen. Somit wurden 4 Männer, 1 Knabe und 9 Pferde benötigt, um täglich 40 Tonnen Steine von Ticknall bis zum Ashby-Kanal und in der Gegenrichtung etwa 12 Tonnen Kohle, Kohlenstaub und andere Güter zu transportieren.